# Без правосуддя
«Без правосуддя» («Без правосудия») — радянський художній фільм 1991 року, знятий режисером Миколою Кошелєвим на Кіностудії ім. М. Горького і Кіностудії «Зодіак».

## Сюжет
За романом Інни Булгакової «Соня, безсоння, сон чи Привиди Мильного провулка». Суботнього ранку у своїй квартирі були по-звірячому вбиті мати і дочка. З останньою вбивця обійшовся жорстоко — її обличчя було понівечене до невпізнання. Зникла річ — старовинний хрест із чорними перлами — був знайдений в одного зі знайомих убитої. Його поспішно судили і засудили до найвищої міри покарання.

## У ролях
- Олег Гущин — Єгор
- Сергій Тарамаєв — Роман
- Рим Аюпов — Морг
- Ернст Романов — Герман Петрович
- Олена Амінова — Ада
- Ліна Чеховська — Соня / Варя
- Олена Борзунова — Олена
- Наталія Боровкова — Марина
- Світлана Харитонова — Серафима Іванівна
- Сергій Власов — Антон
- Наталія Паніна — Катерина
- Ігор Андріанов — Гросс
- Олександр Новиков — епізод
- Василь Кравцов — епізод

## Знімальна група
- Режисер — Микола Кошелєв
- Сценарист — Микола Кошелєв
- Оператор — Валерій Миронов
- Композитор — Ігор Цвєтков
- Художник — Владислав Федоров